# Milena Kokosz
Milena Kokosz (17 augustus 2001) is een voetbalspeelster uit Polen. Ze speelt als aanvaller voor Åsane in de Toppserien.

## Clubcarrière
Kokosz groeide op in Choroszcz. In 2011 verhuisde ze met haar ouders naar Bergen in Noorwegen. Aldaar begon ze op tienjarige leeftijd met voetballen bij Eidsvåg IL. In 2017 maakte Kokosz haar debuut in de Toppserien voor Åsane. Hier speelde ze in haar eerste periode drie seizoenen. In 2021 ging Kokosz een dienstverband aan bij competitiegenoot Arna-Bjørnar. Na een seizoen keerde ze terug bij Åsane.

## Statistieken
| Seizoen | Club         | Land      | Competitie | Wedstrijden | Doelpunten |
| ------- | ------------ | --------- | ---------- | ----------- | ---------- |
| 2021    | Arna-Bjørnar | Noorwegen | Toppserien | 5           | 0          |
| 2023    | Åsane        | Noorwegen | Toppserien | 27          | 1          |
| 2024    | Åsane        | Noorwegen | Toppserien | 25          | 5          |
| 2025    | Åsane        | Noorwegen | Toppserien | 0           | 0          |
| Totaal  | Totaal       | Totaal    | Totaal     | 57          | 6          |

Bijgewerkt t/m 7 mei 2025.

## Interlandcarrière
Kokosz maakte haar debuut voor het  Poolse nationale team op 12 juli 2024 in een EK 2025 kwalificatieduel tegen Oostenrijk door in de rust in te vallen voor Dominika Grabowska.